# 王东 (广东)
王东（1965年—），安徽肥东人，汉族，中华人民共和国政治人物、第十一届全国人民代表大会广东地区代表。
毕业于清华大学建筑系建筑学专业。加入九三学社。2002年，担任天津市建筑设计院院长。2008年起担任全国人大代表。2012年，担任广州市副市长。
2024年4月，王东因严重违法被开除公职。